# Алексеев, Евгений Венедиктович
Евге́ний Венеди́ктович Алексе́ев (28 сентября [10 октября] 1869, Санкт-Петербург — 18 октября 1930, Киев) — российский и советский учёный, специалист по лесоводству и лесоведению, инициатор создания лесоинженерного факультета Киевского сельскохозяйственного института, доктор сельскохозяйственных наук, профессор.

## Биография
Родился в Санкт-Петербурге в 1869 году.
В 1894 году окончил Санкт-Петербургский лесной институт, получил звание учёного лесовода 1-го разряда, после чего поступил на службу в должности помощника лесничего, а затем лесничего. Он руководил лесоустроительными работами в Костромской и Нижегородской губерниях. В 1904—1914 годах служил помощником управляющего Беловежской пущи, и в 1909—1911 гг. руководил её очередным лесоустройством. С 1914 г. — в Киевской губернии.
Был заведующим лесного подотдела Киевского губернского земского отдела, а с 1922 года — глава Лесного отдела Наркомзема УССР. В том же году по инициативе Е. В. Алексеева был создан лесоинженерный факультет Киевского сельскохозяйственного института, с 1923 года Евгений Венедиктович стал его первым деканом и получил звание профессора общего лесоводства.
С 1928 года состоял председателем лесной секции Киевского отделения сельскохозяйственного научного комитета Украины.
Умер в 1930 году.

## Научная деятельность
Е. В. Алексеев написал ряд работ, посвящённых практической лесной типологии и другим вопросам лесоведения и лесоводства. Он создал оригинальную классификацию лесных насаждений, в 1919 году составил подробную «Инструкцию для учёта и описания лесов Украины». Является одним из основоположников украинской научной школы в области лесной типологии.
Некоторые труды учёного:
- Типы насаждений и их отношение к бонитетам и хозяйственным классам при лесоустройстве // Лесн. журн. — 1915. — Вып. 1—2. — С. 105—164.
- Из жизни леса Беловежской пущи // Изв. лесн. отд. Киевск. об-ва сельск. хоз-ва. — 1916. — Т. II, вып. 2, 3. — С. 53—74, 25—32.
- Временно-случайные формы лесоводственных типов насаждений // Изв. лесн. отд. Киевск. об-ва сельск. хоз-ва. — 1916. — Т. II, вып. 4. — С. 23—58.
- Урочные нормы лесокультурных работ (1922, 1926, 1929);
- Типы украинского леса. Правобережье (Киев, 1925, 64 стр.) — Изд. 2-е, испр. и дополн., Киев, 1928, 119 стр.
- О влиянии времени рубки и способа транспорта леса на прочность древесины. — Киев, 1927.
- Семенно-лесосечные рубки (Киев, 1927);
- Рубки ухода в связи с типом леса (1927);
- Лесоведение (Киев, 1929).

## Родственники
Брат Сергей Венедиктович (1879—1957) — также доктор сельскохозяйственных наук, таёжный лесовод, исследователь лесов российского Севера.